# McCoy (Oregon)
McCoy az Amerikai Egyesült Államok északnyugati részén, Oregon állam Polk megyéjében elhelyezkedő önkormányzat nélküli település.
Névadója Isaac McCoy. A James A. Sears által vezetett posta 1879 és 1968 között működött.

## Fordítás
- Ez a szócikk részben vagy egészben  a   McCoy, Oregon című angol Wikipédia-szócikk ezen változatának fordításán alapul.  Az eredeti cikk szerkesztőit annak laptörténete sorolja fel. Ez a jelzés csupán a megfogalmazás eredetét és a szerzői jogokat jelzi, nem szolgál a cikkben szereplő információk forrásmegjelöléseként.